# Lewisville (Idaho)
Lewisville és una població dels Estats Units a l'estat d'Idaho. Segons el cens del 2000 tenia 467 habitants.

## Demografia
Segons el cens del 2000, Lewisville tenia 467 habitants, 150 habitatges, i 127 famílies. La densitat de població era de 286,2 habitants/km².
Dels 150 habitatges en un 35,3% hi vivien nens de menys de 18 anys, en un 75,3% hi vivien parelles casades, en un 8% dones solteres, i en un 15,3% no eren unitats familiars. En el 12% dels habitatges hi vivien persones soles el 6,7% de les quals corresponia a persones de 65 anys o més que vivien soles. El nombre mitjà de persones vivint en cada habitatge era de 3,11 i el nombre mitjà de persones que vivien en cada família era de 3,43.
Per edats la població es repartia de la següent manera: un 29,8% tenia menys de 18 anys, un 11,8% entre 18 i 24, un 23,1% entre 25 i 44, un 25,3% de 45 a 60 i un 10,1% 65 anys o més.
L'edat mediana era de 34 anys. Per cada 100 dones de 18 o més anys hi havia 102,5 homes.
La renda mediana per habitatge era de 49.135 $ i la renda mediana per família de 49.519 $. Els homes tenien una renda mediana de 29.167 $ mentre que les dones 21.528 $. La renda per capita de la població era de 13.443 $. Aproximadament el 9,6% de les famílies i el 7,5% de la població estaven per davall del llindar de pobresa.

## Poblacions més properes
El següent diagrama mostra les poblacions més properes.